# Liste der Kulturgüter in Ebnat-Kappel
Die Liste der Kulturgüter in Ebnat-Kappel enthält alle Objekte in der Gemeinde Ebnat-Kappel im Kanton St. Gallen, die gemäss der Haager Konvention zum Schutz von Kulturgut bei bewaffneten Konflikten, dem Bundesgesetz vom 20. Juni 2014 über den Schutz der Kulturgüter bei bewaffneten Konflikten sowie der Verordnung vom 29. Oktober 2014 über den Schutz der Kulturgüter bei bewaffneten Konflikten unter Schutz stehen.
Objekte der Kategorie A sind im Gemeindegebiet nicht ausgewiesen, Objekte der Kategorie B sind vollständig in der Liste enthalten, Objekte der Kategorie C fehlen zurzeit (Stand: 1. Januar 2023).

## Kulturgüter
| Foto |                                                                       | Objekt                                  | Kat. | Typ | Standort                              | Beschreibung                                                    |
| ---- | --------------------------------------------------------------------- | --------------------------------------- | ---- | --- | ------------------------------------- | --------------------------------------------------------------- |
| ja   | Datei hochladen · Wikidata zu Museum Ackerhus (Sammlung) (Q135322858) | Museum Ackerhus KGS-Nr.: 08116          | B    | S   | Ackerhusweg 20 727415 / 236528        | Die Albert-Edelmann-Stiftung ist auch Teil der Museumssammlung. |
| ja   | Datei hochladen · Wikidata zu Haus Felsenstein (Q29786424)            | Haus Felsenstein KGS-Nr.: 08117         | B    | G   | Felsensteinstrasse 15 727023 / 236400 |                                                                 |
| ja   | Datei hochladen · Wikidata zu Reformierte Kirche (Q14757783)          | Reformierte Kirche Ebnat KGS-Nr.: 14018 | B    | G   | Ebnaterstrasse 21.1 727536 / 235977   |                                                                 |
| ja   | Datei hochladen · Wikidata zu Weberei Trempel (Q29786425)             | Weberei Trempel KGS-Nr.: 14019          | B    | G   | Trempel 2317 730651 / 234610          |                                                                 |
| ja   | Datei hochladen · Wikidata zu Museum Ackerhus (Gebäude) (Q135324108)  | Ackerhus KGS-Nr.: 16675                 | B    | G   | Ackerhusweg 20 727415 / 236528        |                                                                 |
| ja   | Datei hochladen · Wikidata zu Haus Steinfels (Q135330822)             | Haus Steinfels KGS-Nr.: 16676           | B    | G   | Steinfelsstrasse 10 727661 / 235996   |                                                                 |